# 우타토나미촌
우타토나미촌(歌外波村)은 니가타현 니시쿠비키군에 있던 촌이다. 

## 역사
- 1889년 4월 1일 - 정촌제 시행에 의해 니시쿠비키군 우타토나미촌이 성립하였다.
- 1954년 10월 1일 - 오미정에 편입되었다.

## 참고문헌
- 『市町村名変遷辞典』東京堂出版、1990年。